# 남편은 파출부
《남편은 파출부》는 2004년 11월 12일에 MBC에서 방영한 베스트극장이다.

## 줄거리
'손가락 하나 까딱 않고' 집안에서 큰소리치며 살던 장군은 어느날 실직을 당하고, 지푸라기라도 잡는 심정으로 여자 후배를 만나 일자리를 알아보려던 장군은 얼떨결에 후배 집의 파출부를 대신한다. 조금씩 살림 실력이 늘어 자신감이 생긴 장군은 술집 주인인 오 마담 집에서 파출부 일을 시작한다. 아내 정란은 이런 남편의 사정도 모른 채 임신 소식을 전하고, 여기에 한술 더떠 "아이가 생겼으니 지금껏 해오던 인테리어 일을 그만두겠다"고 선언한다.

## 등장 인물

### 주요 인물
- 전노민 : 장군 역
- 이경실 : 정란 역
- 변희봉
- 윤유선 : 장군의 후배 역
- 김윤희
- 이고은영

### 그 외 인물
- 신주인
- 이창석
- 서지희
- 정채영